# Chelsea College of Arts
Universidad de las Artes Chelsea es un colegio constitutivo de la Universidad de las Artes de Londres con sede en Londres, Reino Unido, y es una institución británica líder en arte y diseño con reputación internacional.
Ofrece cursos de educación superior y superior en bellas artes, diseño gráfico, diseño de interiores, diseño espacial y diseño textil hasta el nivel de doctorado.

## Historia

### Politécnico
Universidad de las Artes Chelsea fue originalmente una escuela integral del Politécnico del Sur Oeste, que abrió en Calle Manresa, Chelsea, en 1895 para brindar educación científica y técnica a los londinenses. Se impartieron clases diurnas y nocturnas para hombres y mujeres en economía doméstica, matemáticas, ingeniería, ciencias naturales, arte y música. El arte se enseñó desde el comienzo de la Politécnica, e incluyó diseño, tejido, bordado y electrodeposición . El Politécnico del Suroeste se convirtió en el Politécnico de Chelsea en 1922 y enseñó a un número creciente de estudiantes registrados de la Universidad de Londres .
A principios de la década de 1930, la Escuela de Arte comenzó a ampliarse, incluyendo cursos de formación artesanal y diseño comercial a partir de 1931. HS Williamson, el director designado de la escuela de 1930 a 1958, introdujo la escultura poco después de la Segunda Guerra Mundial . Artistas notables de este período fueron empleados como maestros como Henry Moore y Graham Sutherland . Los alumnos de este período incluyeron a Elisabeth Frink, Edward Burra, Patrick Caulfield, Ethel Walker, Dirk Bogarde, Robert Clatworthy, John Latham y John Berger .
La Escuela de Ciencias se separó y se hizo conocida como Universidad Chelsea de Ciencia y Tecnología en 1957, y luego fue admitida como facultad constitutiva de la Universidad de Londres en 1966. La Universidad Chelsea de Ciencia y Tecnología recibió su Acta de Fundación Real en 1971 y se fusionó con King's College  de Londres y Queen Elizabeth College en 1985.

### Escuela de Arte de Chelsea
La Escuela de Arte se fusionó con la Escuela de Arte Hammersmith, fundada por Francis Hawke, para formar la Escuela de Arte de Chelsea en 1908. La escuela recién formada fue asumida por el Consejo del Condado de Londres y se erigió un nuevo edificio en Lime Grove, que se inauguró con un plan de estudios ampliado. Una escuela de oficios para niñas se erigió en el mismo sitio en 1914.

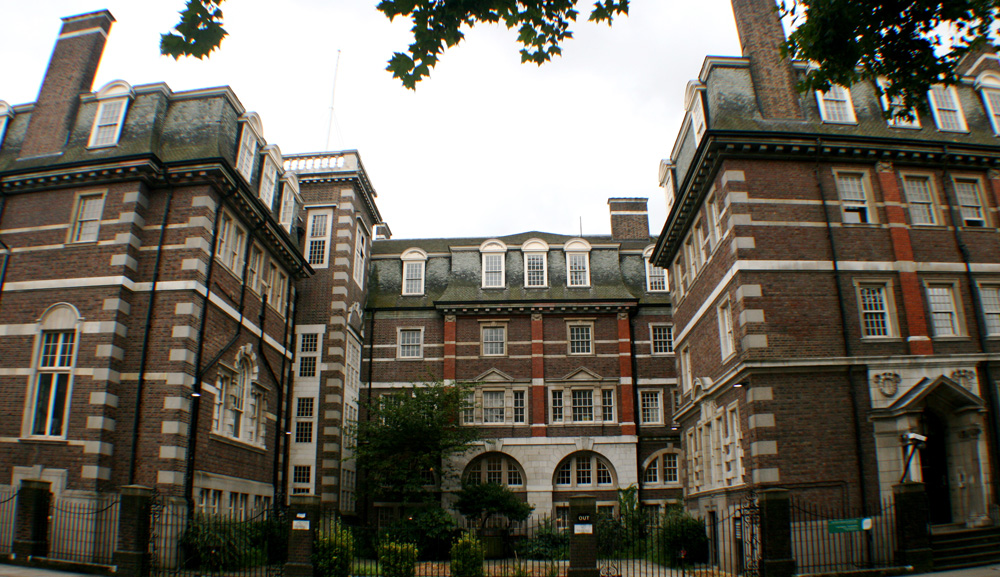
Chelsea College of Art and Design (Bloque Sur)

La escuela adquirió locales en Great Titchfield Street y se acomodó conjuntamente con el Politécnico de Quintin Hogg en Regent Street (un precursor de la Universidad de Westminster ). El campus de Manresa Road introdujo la pintura y el diseño gráfico en 1963, siendo ambas disciplinas particularmente exitosas. Durante este período, Chelsea tuvo la inscripción más alta de estudiantes de bellas artes en cualquier escuela de su tipo en el país, produciendo muchos artistas notables como Ossip Zadkine, Mark Gertler y Paul Nash .
Lawrence Gowing, pintor e historiador del arte, fue designado como el primer director de la Escuela de Arte de Chelsea. Fue responsable de la integración de la historia y la teoría con la práctica, empleando artistas en lugar de historiadores del arte para enseñar historia y teoría del arte. Este enfoque sigue siendo intrínseco a la filosofía de enseñanza de Chelsea en la actualidad.
Bajo Gowing, se introdujo un programa opcional que incluía talleres de música experimental, poesía, psicoanálisis, filosofía y antropología . Durante el mismo período, también se desarrolló un curso de diseño básico, iniciado por Victor Pasmore y Richard Hamilton, que se convirtió en la base del curso básico actual de arte y diseño de la universidad.
El profesor William Callaway (director de la escuela de 1989 a 1992), Colin Cina (designado decano de la Escuela de Arte) y Bridget Jackson (decana de la Escuela de Diseño): estos tres reformaron la escuela y aseguraron la remodelación de todo el programa académico, introduciendo cursos en múltiples niveles desde HND hasta títulos acreditados de honores y posgrados. Inicialmente, estos fueron validados por el Consejo de Premios Académicos Nacionales del Reino Unido; es decir, en el breve período anterior a que el Instituto de Londres obtuviera facultades para otorgar títulos. Bridget Jackson fue nombrada directora de la universidad en 1993 y se retiró en 1997 para ser reemplazada por el profesor Colin Cina, quien dirigió la universidad hasta su jubilación en 2003.

### Instituto de Londres
La Escuela de Arte de Chelsea se convirtió en un colegio constitutivo del Instituto de Londres en 1986, formado por la Autoridad de Educación del Interior de Londres para asociar las escuelas de arte, diseño, moda y medios de Londres en una estructura colegiada. La escuela pasó a llamarse Universidad de Arte y Diseño Chelsea en 1989. El Instituto de Londres recibió el estatus de Universidad y pasó a llamarse Universidad de las Artes de Londres en 2004. En 2013, la universidad pasó a llamarse Universidad de las Artes Chelsea.
En 2002-2003, el profesor Roger Wilson fue nombrado director de la universidad hasta su jubilación en 2006. Dirigió la reubicación en la Escuela Real de Medicina del Ejército, que está catalogado como una escuela de arte especialmente diseñada por los arquitectos Allies y Morrison en 2005. Con este movimiento, el Universidad de las Artes Chelsea reside actualmente junto a Tate Britain en Millbank, regresando a un campus independiente.

## Investigación
La universidad organiza sus actividades de investigación en asociación con Universidad de las Artes Camberwell y Universidad de las Artes Wiimbledon alberga una variedad de centros, grupos y grupos de investigación:
1. Centro Internacional de Investigación de Bellas Artes (ICFAR)
2. Arte Transnacional, Identidad y Nación (TrAIN)[6]
3. Práctica crítica Chelsea[7]
4. FADE (Entorno digital de bellas artes)
5. Textiles, Medio Ambiente, Diseño (TED)[8]